# Bahnhof Freiberg (Sachs)
Der Bahnhof Freiberg (Sachs) ist eine Betriebsstelle der Bahnstrecken Dresden–Werdau und Nossen–Moldava in Freiberg in Sachsen. Bis 1995 begann im Bahnhof die stillgelegte Bahnstrecke Freiberg–Halsbrücke.

## Geschichte

Bahnhof Freiberg um 1900

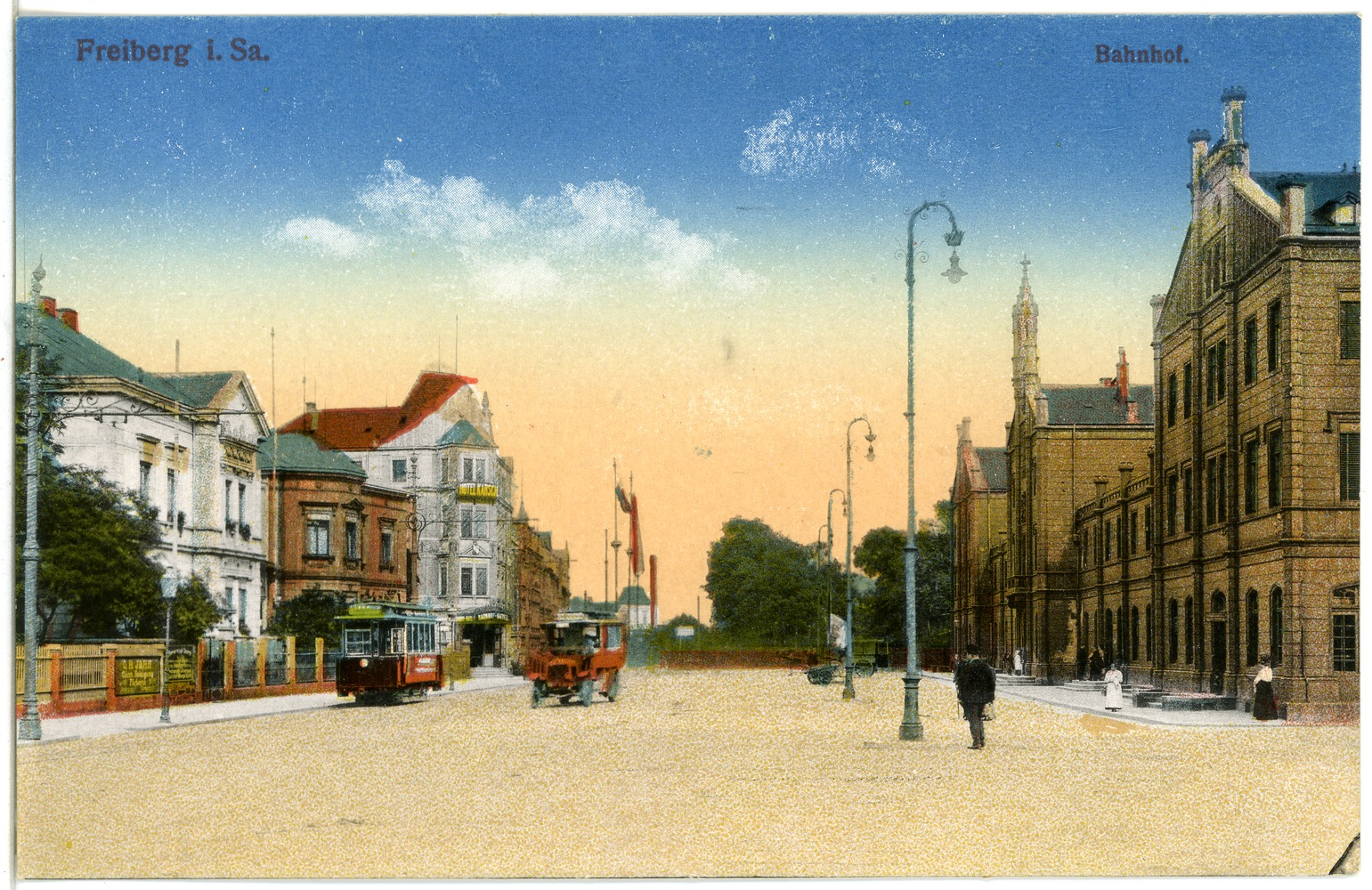
Bahnhofstraße mit Straßenbahn (1916)

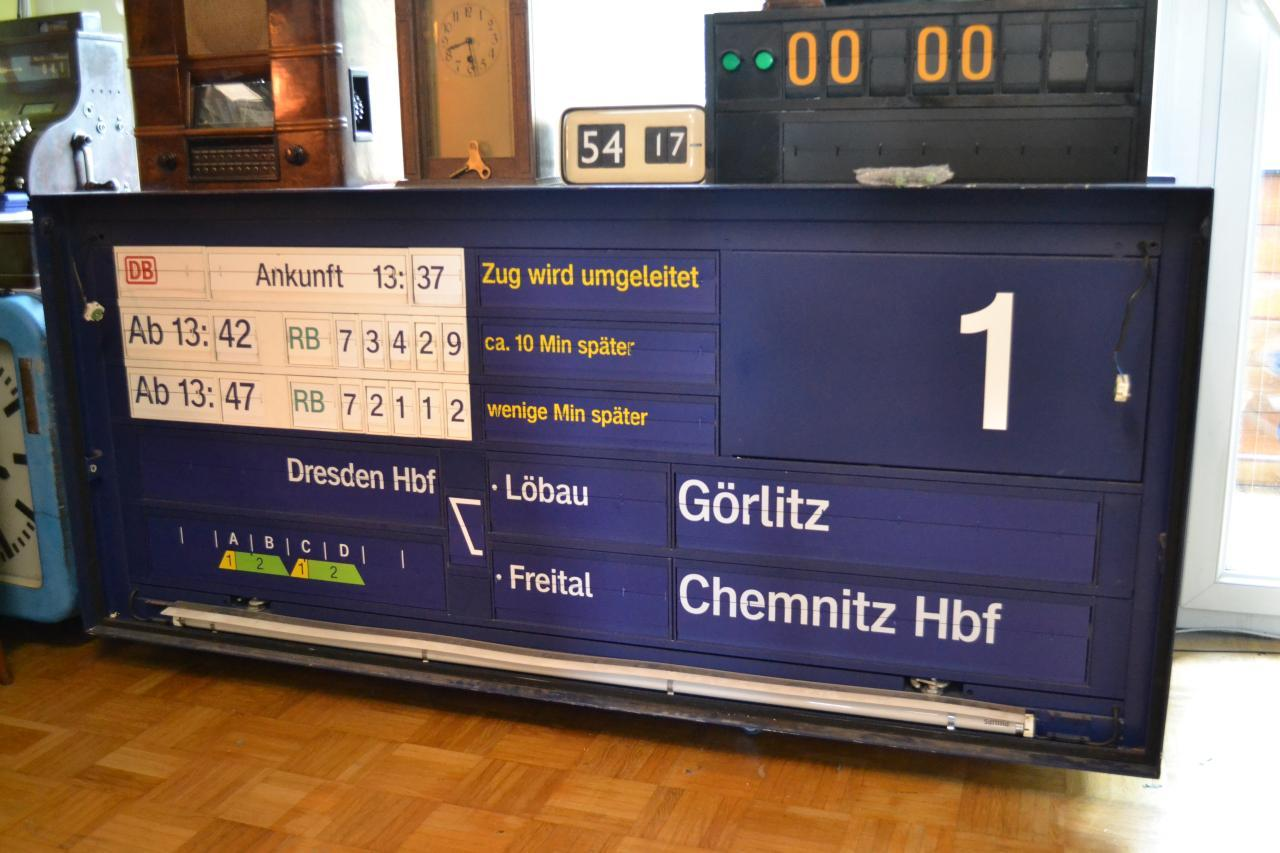
Fallblattanzeiger von Gleis 1 ohne Frontscheibe. (Privatsammlung)

Mit Eröffnung der Verlängerung der Bahnstrecke Dresden–Tharandt am 11. August 1862 nach Freiberg wurde der Bahnhof Freiberg (Sachs) eröffnet. Das für die damaligen Verhältnisse großzügige Empfangsgebäude entwarf der Freiberger Architekt und Professor Eduard Heuchler unter Verwendung neugotischer Stilelemente. Nach Instandsetzungsarbeiten im 20. Jahrhundert besteht das Empfangsgebäude von 1862 in seiner Grundsubstanz noch heute. Knapp sieben Jahre nach der Eröffnung ging am 1. März 1869 die Verlängerung der Bahnstrecke nach Chemnitz in Betrieb und der Bahnhof Freiberg wurde Durchgangsbahnhof. Im Folgejahrzehnt wurde die über Freiberg führende Bahnstrecke Nossen–Moldau eröffnet. 1890 begann der Betrieb auf der Bahnstrecke Freiberg–Halsbrücke, die vor allem im Güterverkehr Bedeutung besaß. Der stark gewachsene Personen- und Güterverkehr erforderte ab 1900 den Umbau der Bahnanlagen. Die Gleisanlagen wurden nach Süden erweitert, Zwischenbahnsteige mit schienengleichen Reisendenzugängen durch Mittelbahnsteige mit Zugang durch Personentunnels und niveaugleiche Straßenübergänge durch Straßenunterführungen ersetzt.
Ein erster Bedeutungsrückgang trat ein, als der Reiseverkehr nach Halsbrücke (1975) und
Nossen (1977) eingestellt wurde. 1997 endete er auch nach Brand-Erbisdorf und Langenau.
Die Freiburger IF-Unternehmensgruppe erwarb 2013 das Empfangsgebäude und einen Teil des Geländes von der Deutschen Bahn zu einem sechsstelligen Kaufpreis. Sie verkaufte es 2015 an die Aedificia Infrastruktur- und Entwicklungs GmbH aus Frankfurt/Main. Bei den beabsichtigten Sanierungsarbeiten sollten im Erdgeschoss weitere Einzelhandelsflächen und im Obergeschoss Büroflächen entstehen. Jedoch gab es kaum Bautätigkeiten und so verfiel das Gebäude immer mehr, sodass die Stadt Freiberg immer mehr Interesse an einem Kauf zeigte. Sie erwarb es von der Aedifica GmbH.
Seit dem 1. Dezember 2019 ist die Stadt Freiberg Eigentümer des Empfangsgebäudes und des umliegenden Grundstückes sowie des Parkplatzes vor dem Gebäude. Erste Maßnahmen waren regelmäßige Müllabholungen und eine Reaktivierung der Außenbeleuchtung, zeitnah sollen auch die sanitären Anlagen wieder eröffnet und ein Kiosk zur Verfügung sein, da der ServiceStore der DB Station&Service im März 2018 geschlossen wurde, nachdem der Mietvertrag ausgelaufen war. Erste Überlegungen zur Nutzung seitens der Stadt sind zudem eigene Verwaltungsbüros und privates Dienstleistungsgewerbe. Zur Erarbeitung eines Konzeptes fanden 2020 digitale Bürgerdialoge statt. Gleichzeitig wurde damit begonnen, das Dach abzudecken, um erste Erhaltungsmaßnahmen vorzunehmen und ein Behelfsdach mit einem Gerüst errichtet. Die Wartehalle wurde aufgrund von Sicherheitsbedenken gesperrt.

## Fahrgastinformation
Der Bahnhof wurde etwa 2000 mit elektronischen Fallblattanzeigen der Firma Omega Electronics aus der Schweiz ausgestattet. Trotz der relativ geringen Verkehrsanbindung erhielt der Bahnhof die letzte Generation von Anzeigen, welche auch Zugteilungen und zwei verschiedene Zugtypen, Zugnummern, Hinweise, Zugläufe und Zugziele anzeigen konnten. Ihre Produktion wurde 2016 eingestellt. 2018 wurden sie gegen moderne LCD-Anzeigen ausgetauscht. Eine dadurch nicht mehr gebrauchte Fallblattanzeigetafel von Gleis 1 wurde an den Förderverein Zellwaldbahn e. V. abgegeben. Der Verein wiederum musste es 2020 wegen finanzieller Engpässe an einen privaten Sammler in Oberbayern veräußern.

## Bahnbetriebswerk
In den Anfangsjahren genügte ein einfacher zweiständiger Lokschuppen. Mit dem Bahnhofsumbau ab 1900 wurden ein neuer Ringlokschuppen mit Drehscheibe sowie die entsprechenden Behandlungsanlagen errichtet.
Der Lokbahnhof wurde 1936 zum selbstständigen Bahnbetriebswerk Freiberg erhoben, dem die Lokbahnhöfe Bienenmühle, Klingenberg-Colmnitz und Sayda unterstanden.
Nach dem Zweiten Weltkrieg verlor das Bahnbetriebswerk Freiberg erheblich an Bedeutung, da die Strecke nach Moldau unterbrochen worden war. Auch wurde der Lokbahnhof Klingenberg-Colmnitz an das Bahnbetriebswerk Wilsdruff abgegeben.
Mit der Stilllegung der Schmalspurbahn Mulda–Sayda wurde die Einsatzstelle Sayda 1966 geschlossen, die Einsatzstelle Bienenmühle gab es bereits seit 1960 nicht mehr. Am 31. Mai 1967 wurde das Bahnbetriebswerk als selbstständige Dienststelle aufgelöst und als Einsatzstelle dem Bahnbetriebswerk Nossen angegliedert. Bereits am 1. Januar 1968 wurde Freiberg dem neugegründeten Bahnbetriebswerk Karl-Marx-Stadt zugeordnet. Alle noch in Freiberg vorhandenen Lokomotiven wurden an andere Dienststellen abgegeben, Freiberg war aber mindestens bis in die 1990er Jahre eine Personaleinsatzstelle.
Lokomotiveinsatz:
Anfangs wurden ausschließlich Lokomotiven der Königlich Sächsischen Staatseisenbahnen eingesetzt und bis in die 1960er Jahre dort stationiert. Erst ab Ende der 1920er-Jahre kamen vereinzelt andere Fahrzeuge dazu.
| Eingesetzte Baureihen (Normalspur) | Eingesetzte Baureihen (Normalspur)                                   |
| bis 1945 | nach 1945                                                            |
| --- | -------------------------------------------------------------------- |
| - Baureihe 38.2–3 - Baureihe 38.10–40 - Baureihe 39 - Baureihe 55 - Baureihe 56.1 - Baureihe 57 - Baureihe 58 - Baureihe 86 - Baureihe 91 | - Baureihe 38.2–3 - Baureihe 58.10–21 - Baureihe 65.10 - Baureihe 86 |

## Verkehrsanbindung
Der Bahnhof Freiberg war bis zu dessen Einstellung 2014 Verkehrshalt für den Franken-Sachsen-Express.
Gegenwärtig wird Freiberg von den Linien RE 3 Dresden–Hof und RB 30 Dresden–Zwickau der Bayerischen Oberlandbahn als Mitteldeutsche Regiobahn bedient. Hinzu kommen die Züge der Freiberger Eisenbahn (FEG) von und nach Holzhau. Alle Linien verkehren im Einstundentakt. Die Regionalexpress-Züge begegnen sich auf der halben Stunde etwas abweichend vor der üblichen Symmetrieminute und haben jeweils Anschluss zu den Zügen der RB 83 nach Holzhau.
Seit 9. Dezember 2007 ist Freiberg auch ins Netz der S-Bahn Dresden eingebunden. Die Linie S 3 verkehrt montags bis freitags in den Hauptverkehrszeiten (5–7 Uhr und 13–16 Uhr) bis und ab Freiberg. Gemeinsam mit der RB 30 entsteht zwischen Freiberg und Dresden in der Hauptverkehrszeit (HVZ) ein 30-Minuten-Takt und alle Unterwegshalte werden bedient. Zusammen mit dem RE 3 verkehren in der HVZ zwischen Freiberg und Dresden drei Zugpaare pro Stunde.
Mit dem kleinen Fahrplanwechsel am 12. Juni 2022 wurde die Intercity-Linie 17 der DB Fernverkehr mit zwei Zugpaaren täglich von Dresden über Freiberg nach Chemnitz Hbf verlängert. Diese Züge sind zum Nahverkehrstarif nutzbar.
| IC 17/ RE 17             | Warnemünde – Rostock Hbf – Berlin Hbf tief – Flughafen BER – Dresden Hbf – Freiberg (Sachs) – Chemnitz Hbf | Zwei Zugpaare | DB Fernverkehr  |
| RE 3                     | Dresden Hbf – Freiberg (Sachs) – Chemnitz Hbf – Zwickau (Sachs) Hbf – Plauen (Vogtl) ob Bf – Hof Hbf       | 60            | MRB             |
| RB 30                    | Dresden Hbf – Freiberg (Sachs) – Chemnitz Hbf – Zwickau (Sachs) Hbf                                        | 60            | MRB             |
| RB 83                    | Freiberg (Sachs) – Holzhau                                                                                 | 60            | FEG             |
| S 3                      | Dresden Hbf – Tharandt – Freiberg (Sachs)                                                                  | 60            | DB Regio Südost |
| Stand: 15. Dezember 2024 | |               |                 |